# Prethopalpus
Prethopalpus es un género de arañas, conocido como arañas duende, de la familia Oonopidae. 
Se encuentra en los trópicos de Australasia, incluidos Nepal, India, Indonesia, Papua Nueva Guinea y Australia. Tres especies están ampliamente distribuidas, mientras que la mayoría de las especies se registran en una sola localidad. De las 42 especies existentes, 14 son trogloditas ciegas que viven en ecosistemas subterráneos en Australia Occidental.

## Especies
Según World Spider Catalog (versión 22.0, 2021) este género contiene las siguientes especies:
- Prethopalpus alexanderi Baehr & Harvey, 2012
- Prethopalpus attenboroughi Baehr & Harvey, 2012
- Prethopalpus bali Baehr, 2012
- Prethopalpus bellicosus Baehr & Thoma, 2012
- Prethopalpus blosfeldsorum Baehr & Harvey, 2012
- Prethopalpus boltoni Baehr & Harvey, 2012
- Prethopalpus brunei Baehr, 2012
- Prethopalpus callani Baehr & Harvey, 2012
- Prethopalpus cooperi Baehr & Harvey, 2012
- Prethopalpus deelemanae Baehr & Thoma, 2012
- Prethopalpus eberhardi Baehr & Harvey, 2012
- Prethopalpus fosuma Burger, 2002
- Prethopalpus framenaui Baehr & Harvey, 2012
- Prethopalpus hainanensis Tong & Li, 2013
- Prethopalpus humphreysi Baehr & Harvey, 2012
- Prethopalpus ilam Baehr, 2012
- Prethopalpus infernalis Harvey & Edward, 2007
- Prethopalpus java Baehr, 2012
- Prethopalpus julianneae Baehr & Harvey, 2012
- Prethopalpus khasi Baehr, 2012
- Prethopalpus kintyre Baehr & Harvey, 2012
- Prethopalpus kranzae Baehr, 2012
- Prethopalpus kropfi Baehr, 2012
- Prethopalpus leuser Baehr, 2012
- Prethopalpus madurai Baehr, 2012
- Prethopalpus magnocularis Baehr & Thoma, 2012
- Prethopalpus mahanadi Baehr, 2012
- Prethopalpus maini Baehr & Harvey, 2012
- Prethopalpus marionae Baehr & Harvey, 2012
- Prethopalpus meghalaya Baehr, 2012
- Prethopalpus oneillae Baehr & Harvey, 2012
- Prethopalpus pahang Baehr, 2012
- Prethopalpus pearsoni Baehr & Harvey, 2012
- Prethopalpus perak Baehr, 2012
- Prethopalpus platnicki Baehr & Harvey, 2012
- Prethopalpus rawlinsoni Baehr & Harvey, 2012
- Prethopalpus sabah Baehr, 2012
- Prethopalpus sarawak Baehr, 2012
- Prethopalpus scanloni Baehr & Harvey, 2012
- Prethopalpus schwendingeri Baehr, 2012
- Prethopalpus tropicus Baehr & Harvey, 2012
- Prethopalpus utara Baehr, 2012